# عیدانه عمو پورنگ
عیدانه عمو پورنگ یک مجموعه تلویزیونی ایرانی به کارگردانی احمد درویشعلی پور ، تهیه کنندگی مسلم آقاجانزاده و نویسندگی محمد درویشعلی پور است که به عنوان ویژه برنامه در نوروز سال‌ های ۱۳۹۴، ۱۳۹۵ و ۱۳۹۹ از شبکه دو پخش می‌شد.

## بازیگران فصل اول
| بازیگر          | نقش                  | توضیحات                                         |
| --------------- | -------------------- | ----------------------------------------------- |
| داریوش فرضیایی  | عمو پورنگ            | مجری برنامه                                     |
| امیرمحمد متقیان | امیرمحمد - گلدون خان | دستیار عمو پورنگ - نگهبان                       |
| امیر سهیلی      | بلبل خان - سلطان     | نگهبان، برادر گلدون خان - شیر، دوست پهلوان پنبه |
| ابراهیم شفیعی   | پهلوان پنبه          | دوست سلطان                                      |
| جواد انصافی     | عمو نوروز            | عمو نوروز                                       |

## بازیگران فصل دوم

### اصلی
| بازیگر          | نقش                                 | توضیحات                                                            |
| --------------- | ----------------------------------- | ------------------------------------------------------------------ |
| داریوش فرضیایی  | عمو پورنگ                           | مجری برنامه                                                        |
| آرش میر احمدی   | نون خالی خور                        | شاگرد نانوا                                                        |
| جواد انصافی     | عمو نوروز - آقای دلشاد (حاجی فیروز) | عمو نوروز - برادر عمو نوروز                                        |
| ابراهیم شفیعی   | سوسن خانوم                          | عروسک کوکی، خواهر سنبل خانوم و نبارک                               |
| امیر سهیلی      | سنبل خانوم - بلبل خان               | عروسک کوکی، خواهر سوسن خانوم و نبارک - نگهبان، برادر گلدون خان     |
| امیرمحمد متقیان | مبارک - گلدون خان                   | عروسک کوکی، برادر سوسن خانوم و سنبل خانوم - نگهبان، برادر بلبل خان |

### مهمان
| بازیگر          | نقش        | توضیحات        |
| --------------- | ---------- | -------------- |
| نعیمه نظام دوست | مامان نیاز | مادر عمو پورنگ |
| میلاد رمضانی    | نماهنگ     | بچه ی کثیف     |
| عرفان برزین     | بچه مردم   | بچه ی کتابخوان |

## بازیگران فصل سوم
| بازیگر          | نقش          | توضیحات                 |
| --------------- | ------------ | ----------------------- |
| داریوش فرضیایی  | عمو پورنگ    | مجری برنامه             |
| امیر سهیلی      | بلبل خان     | نگهبان، برادر گلدون خان |
| امیرمحمد متقیان | گلدون خان    | نگهبان، برادر بلبل خان  |
| ابراهیم شفیعی   | بابا ایاز    | پدر عمو پورنگ           |
| فرهاد بشارتی    | گیل خان      | پدربزرگ عمو پورنگ       |
| نادر سلیمانی    | آقای خوشحال  | نانوا                   |
| آرش میر احمدی   | نون خالی خور | شاگرد نانوا             |

## فیلم‌برداری
| فصل | مکان                                                                            |
| --- | ------------------------------------------------------------------------------- |
| اول | تهران، بوستان جوانمردان ایران                                                   |
| دوم | قسمت‌های ۱ تا ۱۳: نامعلوم قسمت‌های ۱۳ تا ۲۰: تهران، محله شهید هرندی، بوستان زندگی |
| سوم | نامعلوم                                                                         |

## پخش
| فصل | زمان پخش                          | زمان بازپخش              |
| --- | --------------------------------- | ------------------------ |
| اول | هر روز حوالی ساعت ۱۶:۳۰           | روز بعد ساعت ۱۱:۰۰       |
| دوم | هر روز حوالی ساعت ۱۷:۰۰           | روز بعد حوالی ساعت ۱۰:۰۰ |
| سوم | هر روز بین ساعت‌های ۱۸:۳۰ تا ۱۹:۰۰ | ندارد.                   |